# بيل دالي
بيل دالي (بالإنجليزية: Bill Dale)‏ (17 فبراير 1905 بمانشستر في المملكة المتحدة - 1 يناير 1987 بمانشستر في المملكة المتحدة) هو لاعب كرة قدم بريطاني (وحمل سابقاً جنسية المملكة المتحدة لبريطانيا العظمى وأيرلندا) في مركز الظهير. لعب مع مانشستر سيتي ومانشستر يونايتد.